# Вілкавішкіс
Вілкавішкіс (лит. Vilkaviskis; до 1917 року офіційна назва Вилковишки) — місто на південному заході Литви в Маріямпольському повіті; адміністративний центр Вілкавішкіського району. Відоме з XV століття.

## Назва

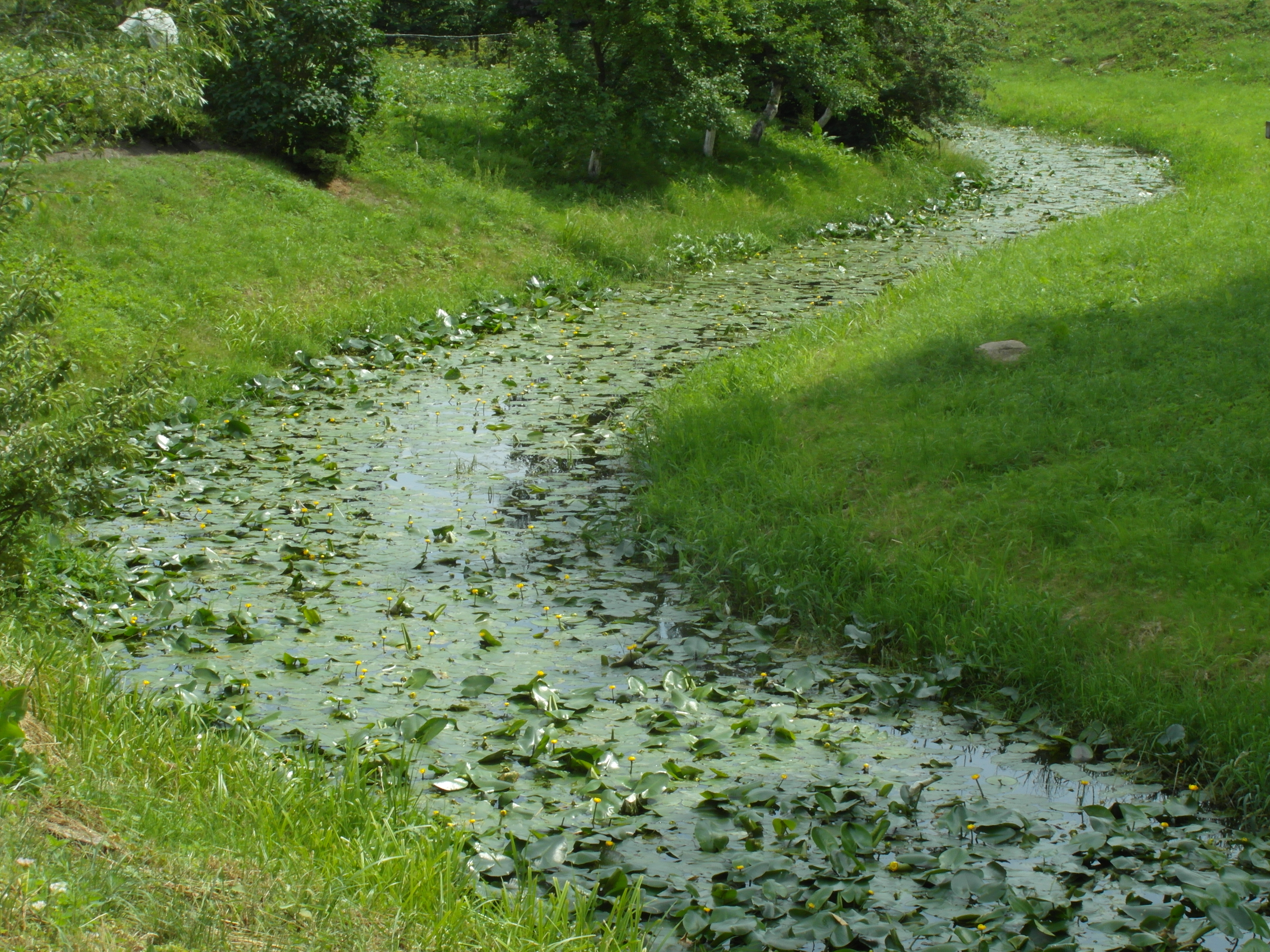
Річка Вілкауя поблизу Вілкавішкіса

Назва міста, як воно називалося литовцями або іншими мовами, якими розмовляли нелитовські етнічні групи, що проживали чи живуть у місті чи його околицях, включають: пол. Wyłkowyszki; їд. Вилковишк; нім. Wilkowischken. Інші варіанти написання включають Vilkavishkis і Wilkowyszki.
Лінгвіст Александрас Ванагас вважав, що «назва міста є похідною від назви річки Вілкауя, біля якої розташоване місто, з додаванням суфікса «-іскіс». Первісний вигляд назви міста — 'Vilkaujiškis', який пізніше став більш зручним варіантом вимови «Vilkaviškis»
Усна народна творчість береже легенду про те, що річка Вілкауя отримала назву від болотистого лісу, який колись ріс на її берегах, де жило багато вовків.

## Історія

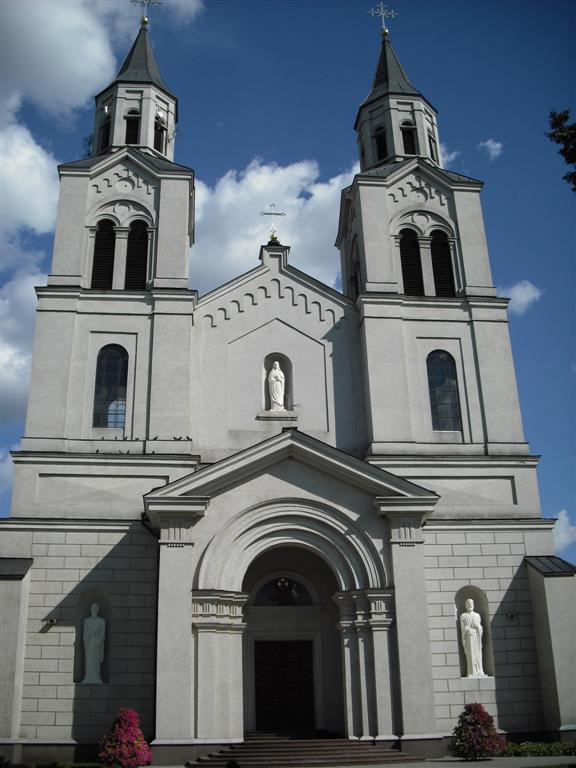
Римо-католицька єпархія Вілкавішкіса

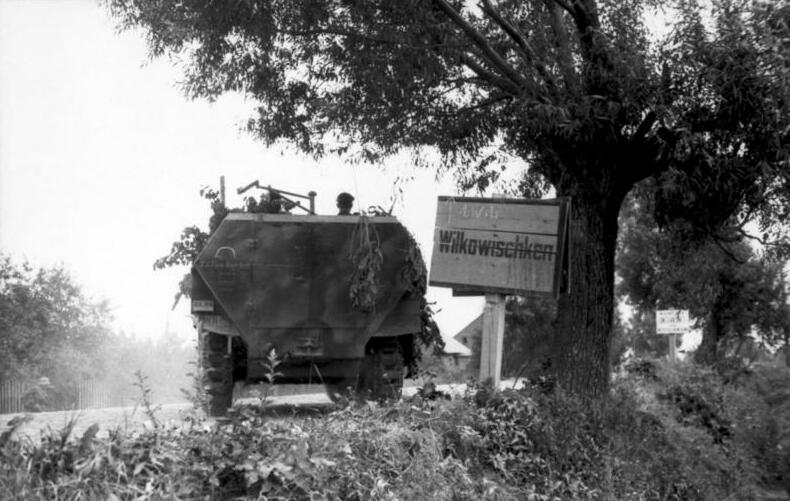
Німецькі частини в місті під час Другої світової війни

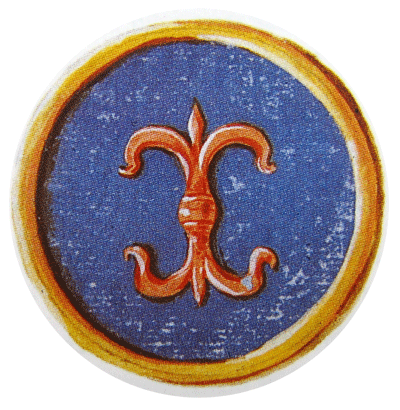
Старий герб.

У 1670 році король польський і великий князь литовський Ян II Казимир надав поселенню магдебурзьке право, що стало одним із перших випадків, коли такі привілеї було надано у Великому князівстві Литовському. Герб міста, швидше за все, був запозичений у родини Паців, оскільки тодішній власник села Кшиштоф Зигмунт Пац був також канцлером Великого литовського князівства.
Вілкавішкіс залишався у складі Речі Посполитої до 1795 року. Під час Першого поділу Речі Посполитої він став частиною Королівства Пруссія] (регіон, у якому розташоване місто, був розділений між Прусією і Російською імперією). У цей час місто було включене до Варшавського герцогства та увійшло до Білостоцької області. Після поразки Наполеона Бонапарта у 1815 регіон знову перейшов із рук у руки та став частиною Росії, а потім до Польщі (Сувальська губернія).
Під час Першої світової війни місто захопили німці та утримували його до 1918, після чого стало частиною незалежної Литви. Один литовський емігрант зі США написав про свої спостереження, коли повернувся до міста в 1919 р.:
Я бачив, що Литва більше спустошена, ніж Бельгія. Німці перетнули Бельгію лише один раз, тоді як Литва була регулярним полем битви для німецьких і російських військ. Її по черзі захоплювали та відвойовували ворогуючі армії. Коли російська армія тікала, вона знищувала будь-яку цінність, так само німецька армія під час відступу несла все за собою, грабувала, палила і нищила все, що не могла взяти. Зокрема, я помітив одне село, де було видно лише кілька дерев. Численні господарські будинки були зруйновані та спалені дотла. Зараз люди живуть у хатах, зроблених частково із соломи, старих дощок та глини. Не тільки війна, але й природа змінила Литву. Річки, такі як Сеймена і Сірвінта, є лише струмками. Коли ми під’їжджали до мого рідного міста Вілкавішкіс, пасажири звернули мою увагу на станцію. Моя фантазія не змогла б уявити грубо побудовану хатину, як ту саму станцію колишніх років, яка була повністю зруйнована армією загарбників
У міжвоєнний період через сусіднє Маріямполе було побудовано залізничну колію, завдяки чому це місто стало обласним центром, замінивши Вілкавішкіс у його традиційній ролі.
Незабаром після початку Другої світової війни контроль над територією перейшов до Совєтів, між 1940 і 1941 рр., на основі пакту Молотова — Ріббентропа. У 1941 нацистська Німеччина напала на Радянський Союз, вторглася в Литву та окупувала місто. У період з червня по вересень 1941 німці разом з литовськими колаборантами зруйнували майже всі будинки в місті та вбили понад 3 000 людей. Багатьох чоловіків розстріляли 28 липня, а жінок і дітей — 24 вересня.
Вілкавішкіс був ареною успішної контратаки німецької танково-гренадерської дивізії «Großdeutschland» восени 1944 р., а після боїв було знято кілька пропагандистських фотографій, на яких помітною була назва міста. Місто захопила Червона армія в серпні 1944 р. Після війни воно було частиною Литовської РСР у межах Совєцького Союзу.
Коли Литва відновила свою незалежність у березні 1990, місто стало центром новоствореного Вілкавішкіського району.
У 2020 році Вілкавішкіс переміг на виставці квітів у Литві, згідно з голосуванням правління «Pakruojis Manor».

## Географія
Розташоване на південному заході Литви, за 23 км на північний захід від Маріямполе. Залізнична станція.

## Населення
| Динаміка населення з 1798 по 2011 |          |          |        |          |          |          |          |      |
| 1798                              | 1800     | 1820     | 1827   | 1857     | 1892     | 1897пер. | 1923пер. | 1931 |
| 2077                              | 1804     | 2563     | 2889   | 5503     | 7307     | 5788     | 7263     | 7571 |
| 1939                              | 1959пер. | 1970пер. | 1976   | 1979пер. | 1989пер. | 2001пер. | 2011пер. | -    |
| 8733                              | 5072     | 8452     | 11 300 | 11 836   | 13 829   | 13 283   | 11 547   | -    |
| Гістограма динаміки населення     |          |          |        |          |          |          |          |      |

## Архітектура і культура

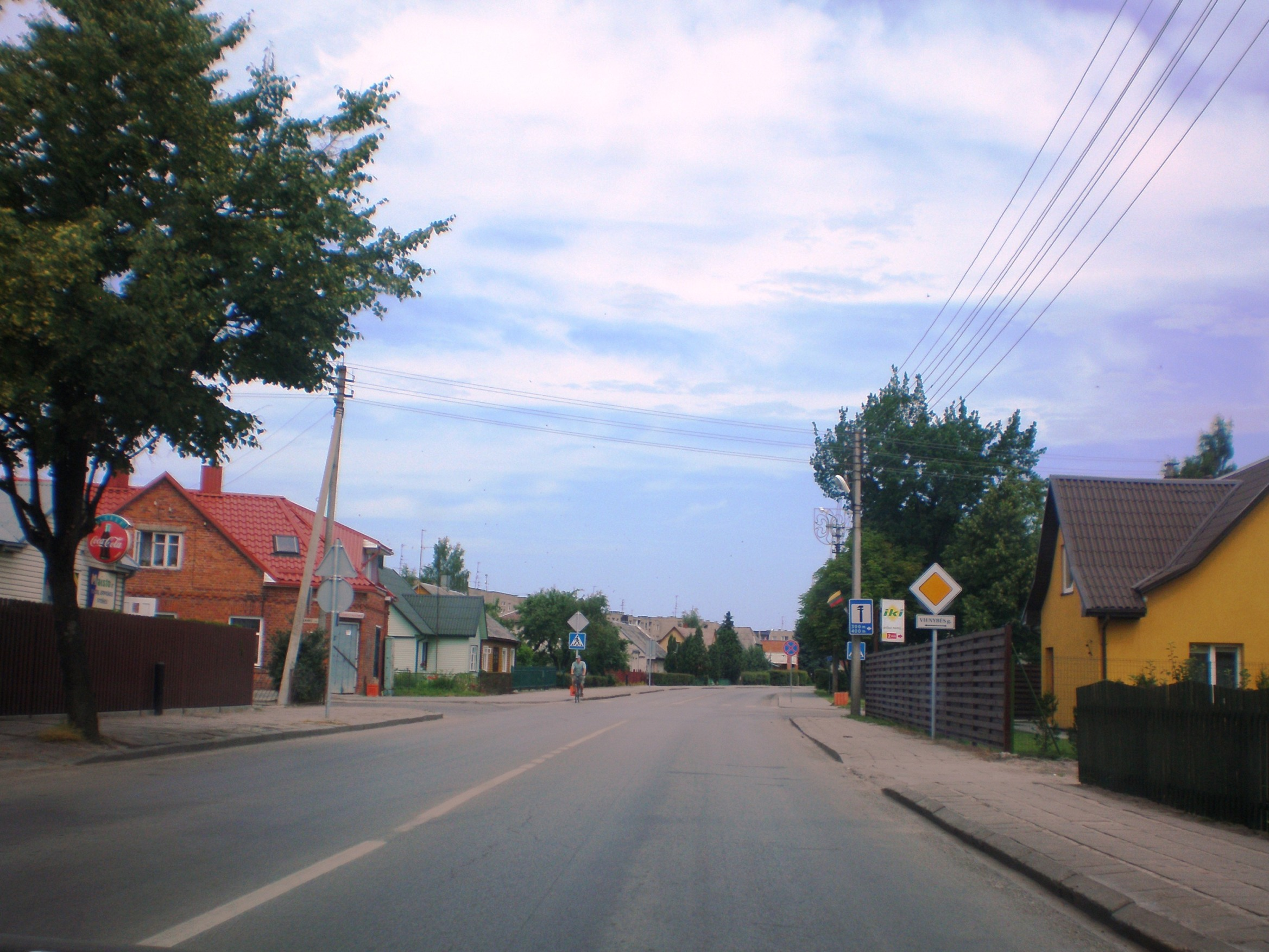
Вулиця С. Неріс

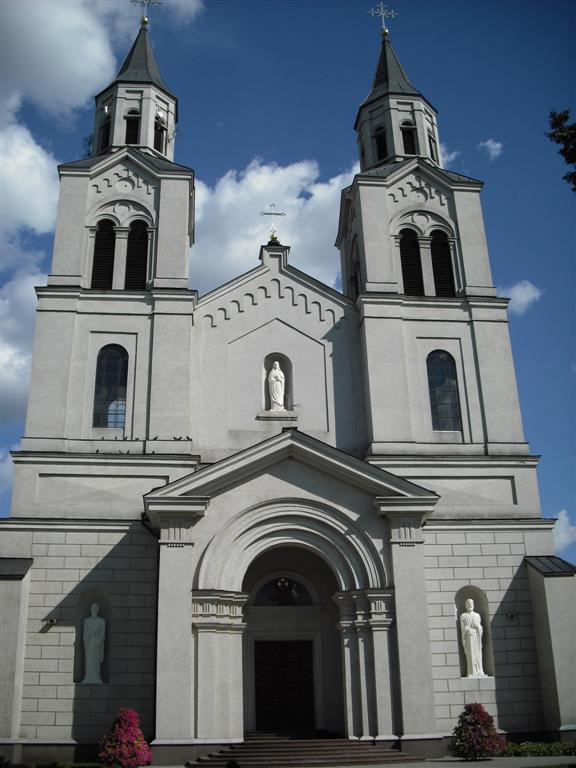
Собор Діви Марії

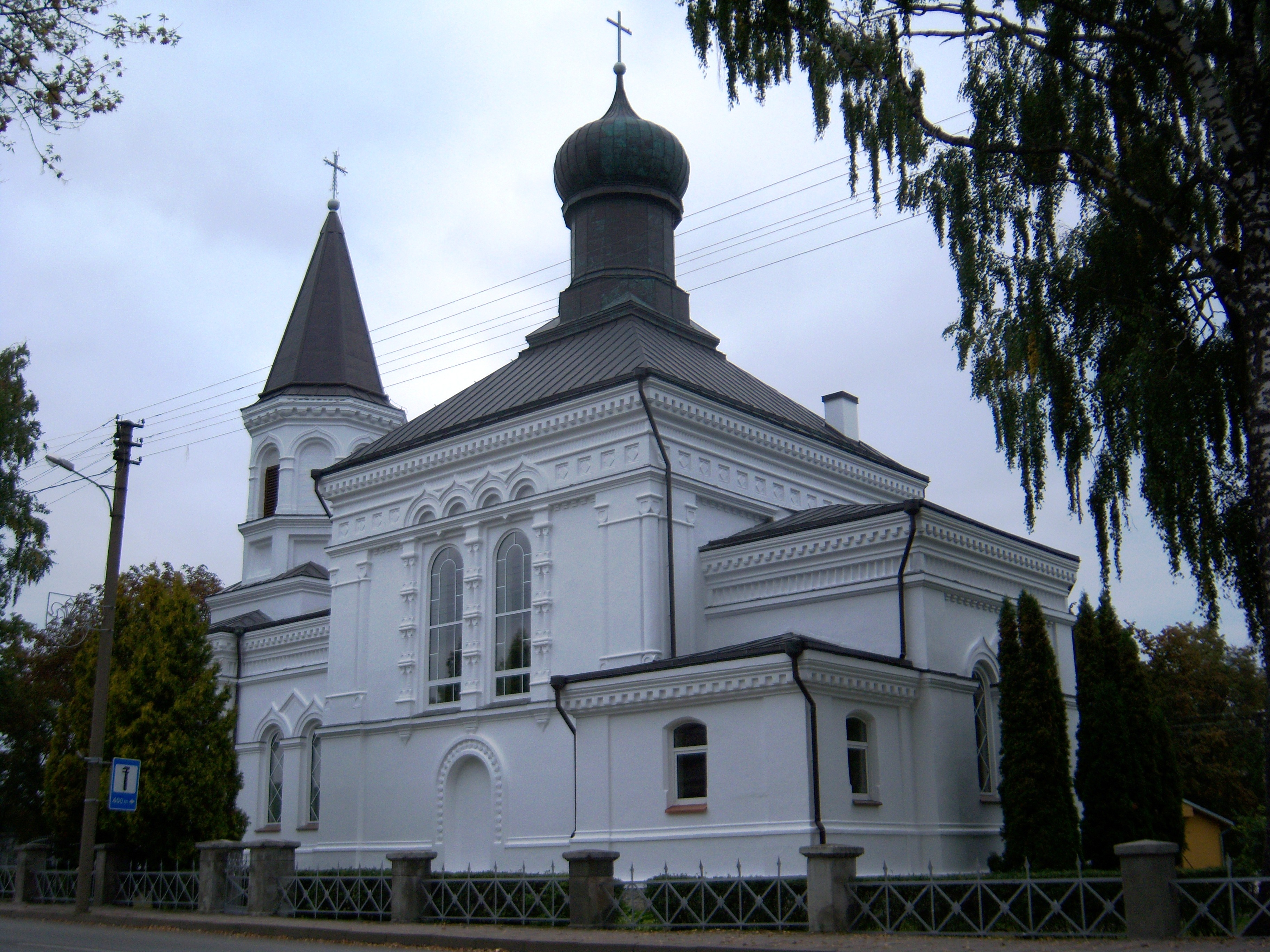
Церква Св. Хреста

- Пам'ятник Йонасові Басанавічюсу споруджено на центральній площі Вілкавішкіса в 1996 (скульптор – Антанас Жукаускас, архітектор – Вітаутас Бальчюнас). Критики оцінили пам'ятник як одну з найуспішніших монументальних робіт цього десятиліття в Литві.
- Вілкавішкіс, Собор Діви Марії;
- Вілкавішкіс, Хрестовоздвиженська церква;
- Пам'ятник Вінцасові Кудірці споруджено на вулиці Саломеї Неріс поблизу муніципалітету. Побудований у 1998. Скульптор той самий, що і пам'ятника Басанавічюсу, - А. Жукаускас. Пам'ятник споруджено до 100-річчя смерті Вінцаса Кудірки.

### Готелі та кемпінги
- Готель "Шірвінта" - Й. Басанавічюса. 5, Вількавішкіс
- "Pušelė", кемпінг - село Жіргенай (Віштитіс).
- "Вікторія", кемпінг - Чижишкяй (Віштитіс).

### Кафе та ресторани
- Кафе «Пегас».
- Кафе "Du Gaideliai"
- Кафе "Kapčius"
- Кафе "Auxo Ragas"
- Кафе "Luna Rossa"
- Кафе-бар в готелі Ширвінта

### Розваги
- боулінг, більярд – Gintrėja UAB, Topolio bowling

### Колективи
- Фольклорний ансамбль "Судувій"
- Фольклорний ансамбль "Ланкупа"
- Народна капела "Вінгіс"
- Жіночий вокальний ансамбль "Свая"
- Ансамбль легкої музики "Гама"
- Поп-гурт "Karklinukės"
- Змішаний камерний хор «Ясень»
- Гурт сатири та гумору «Дагис»
- Гурт сатири та гумору "Дагіукай"
- Дорослий колектив спортивних танців "Ювента"
- Колектив народного танцю "Лелія"
- Естрадний хор "Абетка"
- Оркестр школярів Вількавішкіса
- Ансамбль народної пісні і танцю "Siaustinis"

## Відомі уродженці
- Соня Гаскелл — балетмейстер, танцівниця та хореограф.
- Мар'ян Лялевич (1876–1944)  — польський архітектор
- Йонас Басанавічюс (1851–1927), діяч литовського національного відродження.
- Леон Камайки (1864–1928), американський власник газети та видавець
- Вінцас Кудірка (1858–1899), автор національного гімну Литви (народився в сусідньому Пежеряї).

## Економіка
Заводи: швейна фабрика.